# Strongylognathus foreli
Strongylognathus foreli är en myrart som beskrevs av Carlo Emery 1922. Strongylognathus foreli ingår i släktet Strongylognathus och familjen myror. IUCN kategoriserar arten globalt som sårbar. Inga underarter finns listade i Catalogue of Life.